# Ebodjé
Ebodjé (ou Ebodié) est un village du Cameroun, situé au bord de l'océan Atlantique. Il fait partie de la région du Sud et du département de l'Océan, chefferie de 3e degré du groupement Iyassa dans l'arrondissement de Campo. 

## Étymologie
Ebodjé dont le mot vient du yassa, le dialecte local : éboo : « devant », djè : « comment ? » littéralement,  ce qui veut dire « comment est devant ». Ceci vient de la Seconde Guerre mondiale[réf. nécessaire], les populations en fuyant leur résidence habituelle à cause de la guerre, demandant à une forme d'éclaireurs s'ils pouvaient continuer en avant, s'il n'y avait pas de danger devant jusqu'à ce qu'ils atteignirent la côte. 

## Population
En 1967 le village comptait 237 habitants, principalement Yassa. À cette date, il était doté d'une école publique à cycle incomplet.
Lors du recensement de 2005, on y a dénombré 729 personnes.
Ses habitants sont appelés les Ebodjens. 

## Cultes
La paroisse catholique Sainte Anne d'Ebodjè relève de la zone pastorale Océan Beach du diocèse de Kribi.

## Tourisme
Le village a été rendu célèbre par ses tortues marines, une importante attraction touristique.

### Filmographie
- Ebodié sur mer. L'alimentation des Iyasa, court-métrage réalisé par Igor de Garine, Atelier du Film, ORSTOM, CNRS, 1987, 37 min